# Sulzbach am Main
Sulzbach am Main är en köping (Markt) i Landkreis Miltenberg i Regierungsbezirk Unterfranken i förbundslandet Bayern i Tyskland.